# (2376) Мартынов
(2376) Мартынов (лат. Martynov) — типичный астероид главного пояса, открыт 22 августа 1977 года советским астрономом Николаем Черных в Крымской астрофизической обсерватории и 28 марта 1983 года назван в честь советского астронома Дмитрия Мартынова.

## Обнаружение и именование
(2376) Мартынов
Открыт 22 августа 1977 года в Научном Н. С. Черных.
Назван в честь выдающегося астрофизика Дмитрия Яковлевича Мартынова, на протяжении многих лет бывшего директором Астрономического института имени Штернберга в Москве, автора широко используемых текстов по астрофизике.
Оригинальный текст (англ.)2376 Martynov
Discovered 1977-Aug-22 by Chernykh, N. at Nauchnyj.
Named in honor of Dmitrij Yakovlevich Martynov, outstanding astro- physicist, for many years the director of the Sternberg Astronomical Institute in Moscow, author of widely used texts on astrophysics.
Источники: DISCOVERY.DB; M.P.C. 7783.

## Орбита

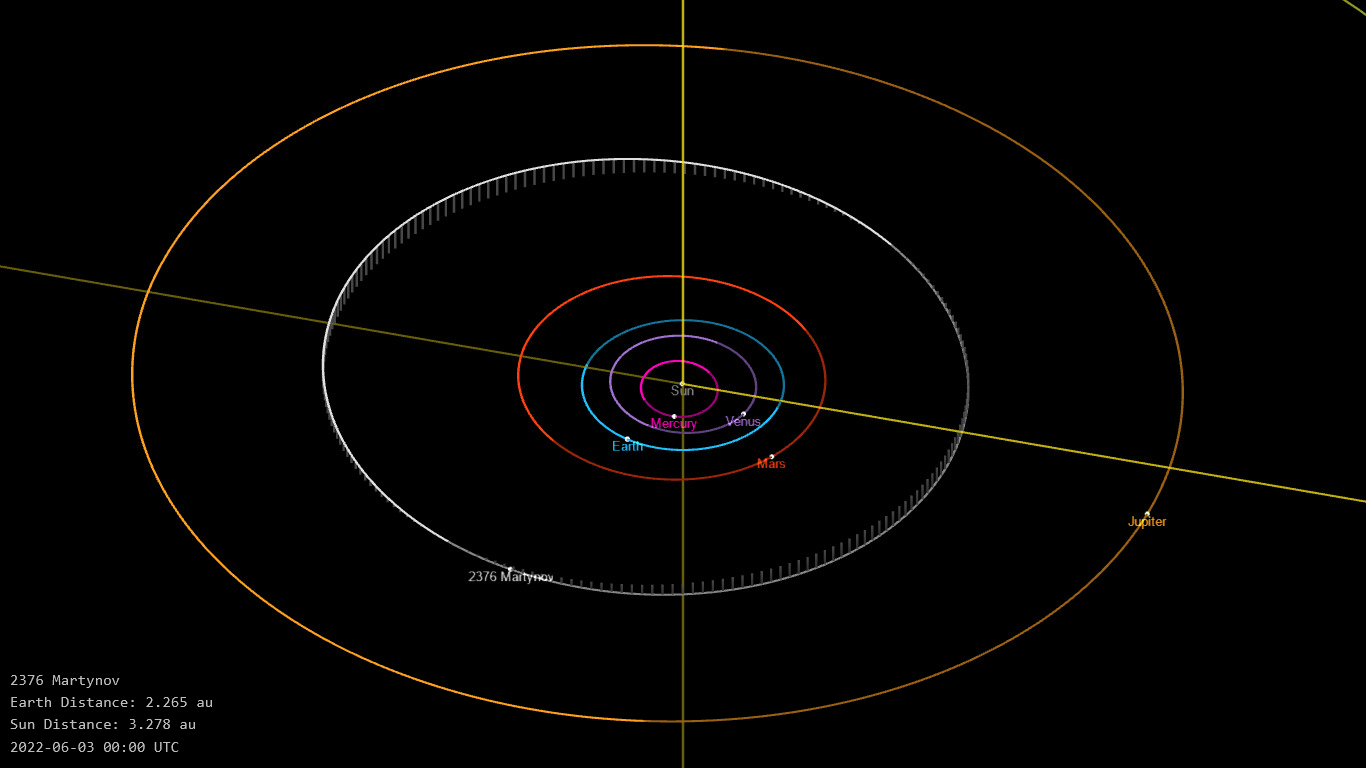
Орбита астероида Мартынов и его положение в Солнечной системе

## Физические характеристики
Астероид относится к таксономическому классу C.
По результатам наблюдений в инфракрасном диапазоне орбитальной обсерватории IRAS и спутника Akari и наблюдений в видимом и ближнем инфракрасном диапазоне космического телескопа NEOWISE диаметр астероида сначала оценивался равным 37,92±1,3 км, позже — 46,004±0,593 км, 43,28±0,63 км, 42,35±12,38 км, 43,584±0,210 км, 40,78±14,33 км и 37,73±11,41 км. Согласно тем же источникам альбедо оценивается как 0,0536±0,004, 0,0364±0,0098, 0,042±0,001, 0,04±0,04, 0,041±0,008 и 0,040±0,033 и 0,044±0,061.